# Mohhamed Aliyu
Mohhamed Aliyu (Umanu, Nigeria, 5 de septiembre de 1995) es un futbolista nigeriano. Juega de delantero y su equipo actual es el NK Istra 1961 de la Prva HNL.

## Clubes
| Club          | País    | Año           | PJ | Goles |
| ------------- | ------- | ------------- | -- | ----- |
| NK Zadar      | Croacia | 2014-2015     | 9  | 0     |
| HNK Šibenik   | Croacia | 2015-2016     | 17 | 3     |
| Hajduk Split  | Croacia | 2016-2017     | 7  | 0     |
| NK Istra 1961 | Croacia | 2017-presente | 1  | 0     |